# Koya
Koya (高野町; -cho) is een gemeente gelegen op een plateau van de berg Koya-san in het District Ito van de prefectuur Wakayama, Japan. In 2003 had de gemeente 5013 inwoners en een bevolkingsdichtheid van 36,57 inw./km². De oppervlakte van de gemeente bedraagt 137,08 km².

## Bezienswaardigheden
- De gemeente is bekend als hoofdkwartier van het Shingon-boeddhisme, een belangrijke school binnen het Japanse Boeddhisme.
- De Okunoin-begraafplaats (奥の院), de grootste begraafplaats van Japan. De plaats zelf is enkel per weg te bereiken, een speciale trein rijdt de berg op waarna er enkel met de bus of auto verder gereisd kan worden.

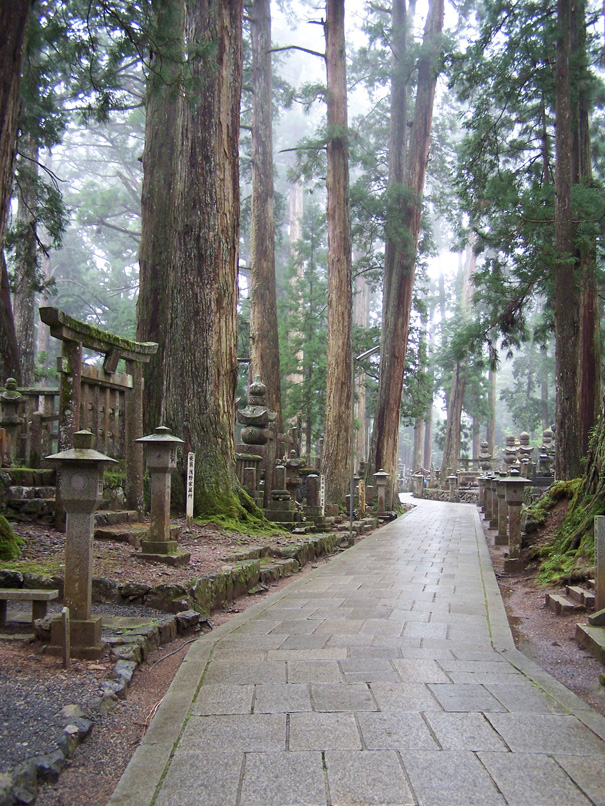
Okunoin-begraafplaats, de grootste in Japan.